# Catania Beach Soccer 2013
Questa voce raccoglie le informazioni riguardanti il Catania Beach Soccer nelle competizioni ufficiali della stagione 2013.

## Rosa
| N. |                      | Ruolo | Calciatore                   |
| -- | -------------------- | ----- | ---------------------------- |
| 1  | Italia (bandiera)    | P     | Davide Bua                   |
| 12 | Italia (bandiera)    | P     | Virgilio Vitale              |
| 5  | Argentina (bandiera) | D     | Luciano Franceschini         |
| 3  | Brasile (bandiera)   | D     | Giuseppe Fazio               |
| 6  | Italia (bandiera)    | D     | Giuseppe Platania (capitano) |
| 4  | Italia (bandiera)    | D     | Salvatore Zagami             |

| N. |                       | Ruolo | Calciatore          |
| -- | --------------------- | ----- | ------------------- |
| 2  | Brasile (bandiera)    | D     | Rafinha             |
| 11 | Brasile (bandiera)    | D     | Fred                |
| 14 | Italia (bandiera)     | C     | Sebastiano Tedeschi |
| 9  | Italia (bandiera)     | C     | Daniele Bosco       |
| 7  | Brasile (bandiera)    | A     | Juninho Jackson     |
| 10 | Portogallo (bandiera) | A     | Nuno Belchior       |